# تاکادا گونبی
تاکادا گونبئی (به ژاپنی: 高田郡兵衛); سامورایی و یکی از ملازمان خاندان آسانو در قلمروی آکو بود.

## نقش در حمله آکو
در روز هاراکیری اربابش آسانو ناگانوری در سال ۱۷۰۱، به همراه دو ملازم دیگر خاندان آسانو، هوریبه یاسوبه و اوکودا شیگه‌موری در ادو بودند. آنها پس از تبدیل شدن به رونین، در هنگام تحویل قلعه آکو به قلمروی آکو رفتند و با اُوایشی یُوشیئو ملازم ارشد خاندان آسانو دیدار کردند. هوریبه یاسوبه اصرار بر استفاده از شمشیر برای انتقام از کیرا یوشیناکا داشت، اما اُوایشی یُوشیئو به او توصیه کرد که احیای خاندان آسانو توسط آسانو ناگاهیرو را در اولویت قرار دهد. آنها پس از دیدن تسلیم قلعه آکو به شوگون‌سالاری، دوباره به ادو بازگشتند. این سه تن به عنوان جریان تندرو که خواستار انتقام از کیرا یوشیناکا در ادو بودند، شناخته می‌شوند.
در ماه دوازدهم از سال ۱۷۰۱، وی ناگهان از گروه انتقام جدا شد. در این زمان عموی او هاتاموتو، اوچیدا موتوتومو از وی که دامادش نیز بود خواست که فرزندخوانده او شود. گونبئی ابتدا درخواست عموی خود را قبول نکرد اما پس از تهدید عمویش که اگر از گروه جدا نشود نقشه‌های رونین‌ها را برای انتقام از کیرا افشا خواهد کرد ناگزیر به شرط سکوت پدرزن و عمویش این پیشنهاد را پذیرفت.
کناره‌گیری او از رونین‌ها موجب عصبانیت شدید رفقایش شد. در روز ۱۵ از ماه دوازدهم سال ۱۷۰۲ هنگامیکه رونین‌ها پس از گرفتن انتقام به معبد سنگاکو رفتند او ساکی به همراه برده و قصد داشت که با آنان گرفتن انتقام از کیرا را جشن بگیرد اما رونین‌ها او را به باد ناسزا گرفته و از خود راندند.
بر اساس منابع تاریخی گونبئی وارث عمویش نشده‌است. احتمال می‌رود که پس از کشته شدن رونین‌ها و تبدیل شدن آنان به قهرمان، او نتوانسته که در مقابل افکار جمعی که او را سرزنش می‌کردند طاقت بیاورد و زندگی را گمنامی و در خفا ادامه داده‌است و حتی گفته می‌شود که شاید هاراکیری کرده باشد.